# Les Rosiers-sur-Loire
Les Rosiers-sur-Loire és un municipi francès situat al departament de Maine i Loira i a la regió de País del Loira. L'any 2007 tenia 2.325 habitants.

## Demografia

### Població
El 2007 la població de fet de Les Rosiers-sur-Loire era de 2.325 persones. Hi havia 989 famílies de les quals 308 eren unipersonals (120 homes vivint sols i 188 dones vivint soles), 345 parelles sense fills, 294 parelles amb fills i 42 famílies monoparentals amb fills.
La població ha evolucionat segons el següent gràfic:
Habitants censats

### Habitatges
El 2007 hi havia 1.190 habitatges, 1.018 eren l'habitatge principal de la família, 114 eren segones residències i 58 estaven desocupats. 992 eren cases i 101 eren apartaments. Dels 1.018 habitatges principals, 647 estaven ocupats pels seus propietaris, 359 estaven llogats i ocupats pels llogaters i 12 estaven cedits a títol gratuït; 75 tenien una cambra, 74 en tenien dues, 189 en tenien tres, 260 en tenien quatre i 420 en tenien cinc o més. 722 habitatges disposaven pel capbaix d'una plaça de pàrquing. A 468 habitatges hi havia un automòbil i a 393 n'hi havia dos o més.

### Piràmide de població
La piràmide de població per edats i sexe el 2009 era:
| Homes | Edats   | Dones |
| ----- | ------- | ----- |
| 1     | 95 o +  | 0     |
| 4     | 90 a 94 | 17    |
| 23    | 85 a 89 | 63    |
| 36    | 80 a 84 | 17    |
| 57    | 75 a 79 | 81    |
| 57    | 70 a 74 | 74    |
| 56    | 65 a 69 | 101   |
| 59    | 60 a 64 | 61    |
| 40    | 55 a 59 | 44    |
| 70    | 50 a 54 | 63    |
| 76    | 45 a 49 | 71    |
| 58    | 40 a 44 | 72    |
| 73    | 35 a 39 | 79    |
| 79    | 30 a 34 | 55    |
| 65    | 25 a 29 | 63    |
| 42    | 20 a 24 | 41    |
| 96    | 15 a 19 | 74    |
| 63    | 10 a 14 | 88    |
| 78    | 5 a 9   | 71    |
| 45    | 0 a 4   | 52    |

## Economia
El 2007 la població en edat de treballar era de 1.355 persones, 1.017 eren actives i 338 eren inactives. De les 1.017 persones actives 901 estaven ocupades (493 homes i 408 dones) i 117 estaven aturades (55 homes i 62 dones). De les 338 persones inactives 118 estaven jubilades, 108 estaven estudiant i 112 estaven classificades com a «altres inactius».

### Ingressos
El 2009 a Les Rosiers-sur-Loire hi havia 1.008 unitats fiscals que integraven 2.358,5 persones, la mediana anual d'ingressos fiscals per persona era de 16.019 €.

### Activitats econòmiques
Dels 131 establiments que hi havia el 2007, 1 era d'una empresa extractiva, 4 d'empreses alimentàries, 7 d'empreses de fabricació d'altres productes industrials, 23 d'empreses de construcció, 29 d'empreses de comerç i reparació d'automòbils, 1 d'una empresa de transport, 15 d'empreses d'hostatgeria i restauració, 1 d'una empresa d'informació i comunicació, 2 d'empreses financeres, 10 d'empreses immobiliàries, 17 d'empreses de serveis, 14 d'entitats de l'administració pública i 7 d'empreses classificades com a «altres activitats de serveis».
Dels 44 establiments de servei als particulars que hi havia el 2009, 1 era una oficina de correu, 2 oficines bancàries, 2 tallers de reparació d'automòbils i de material agrícola, 1 establiment de lloguer de cotxes, 1 autoescola, 3 paletes, 9 guixaires pintors, 4 fusteries, 4 lampisteries, 2 electricistes, 1 empresa de construcció, 2 perruqueries, 2 veterinaris, 5 restaurants, 2 agències immobiliàries, 1 tintoreria i 2 salons de bellesa.
Dels 9 establiments comercials que hi havia el 2009, 1 era una botiga de més de 120 m², 2 fleques, 2 carnisseries, 1 una llibreria, 1 una botiga de mobles, 1 un drogueria i 1 una floristeria.
L'any 2000 a Les Rosiers-sur-Loire hi havia 53 explotacions agrícoles que ocupaven un total de 1.924 hectàrees.

## Equipaments sanitaris i escolars
L'únic equipament sanitari que hi havia el 2009 era una farmàcia.
El 2009 hi havia una escola elemental.

## Poblacions més properes
El següent diagrama mostra les poblacions més properes.